# Takotsubo kardiomiopatija
Takotsubo kardiomiopatija ili takotsubo sindrom (TTS), također poznat pod imenom stresna kardiomiopatija, tip je neishemijske kardiomiopatije pri kojoj dolazi do slabljenja srčanog mišićnog tkiva. Tipično se pojavljuje uslijed znatnog emocionalnog ili fizičkog stresa; kada je u pitanju potonje, katkad se koristi naziv sindrom slomljenog srca.
Naziv „takotsubo” porijeklom je iz japanskoga jezika, u kojemu znači „zamka za hobotnice”, a počeo se upotrebljavati zbog toga što lijeva klijetka srca pod utjecajem TTS-a oblikom počinje podsjećati na zamku za hobotnice.
Vjeruje se da je sindrom uzrok oko 2 % svih slučajeva akutnog koronarnog sindroma zabilježenih u bolnicama. Iako se općenito smatra da je samoograničavajuća bolest koja nestane u nekoliko dana ili tjedana, novija istraživanja pokazala su da dio oboljelih može zadobiti komplikacije nastale sindromom, što uključuje zatajivanje srca, plućni edem, moždani udar ili kardiogeni šok. To, međutim, ne znači da je smrtnost usporediva s onom AKS-a, već samo da se pojave obje bolesti katkad poklapaju. Situacije u kojima je došlo do šoka ili smrti povezuju se s fizičkim stresorima, poput krvarenja, sepse, KOPB-a i dr., koji tek kasnije uzrokuju TTS.
Pokazalo se da je sindrom češći kod žena u postmenopauzi. Istraživanje objavljeno u listopadu 2021. godine ukazuje na sve učestaliju pojavu TTS-a kod žena jednako koliko i kod muškaraca između 2006. i 2017. godine, a najveći skok bio je kod žena iznad 50 godina.

## Etiologija
Fizički uzročnici sindroma, tzv. stresori, mogu biti sepsa, šok, subarahnoidalno krvarenje i feokromocitom. Emocionalni stresori pak mogu biti gubitak voljene osobe, razvod braka ili otkaz na poslu. Studije preispitivanja nalažu da je oko 70 – 80 % dijagnosticiranih osoba doživjelo veće stresore, od toga je 41 – 50 % osoba proživjelo fizički, a 26 – 30 % emocionalni stresor. Sindrom se može pojaviti i bez da osoba proživi bilokakav značajan stresor, no ipak se smatra da fizički ili emocionalno stresan događaj prethodi simptomima bolesti u više od 85 % slučajeva.

## Simptomi
Simptomi su vrlo slični onima srčanog udara, ali podrijetlo i fizički uzroci potpuno su različiti. Sindrom se očituje otežanim disanjem, boli u prsima i gubitkom svijesti. EKG prikazuje dramatične promjene u ritmu otkucaja srca, krvnim tvarima i oštećenjima srčanog mišića koje su tipične za srčani udar, ali za razliku od srčanog udara, nema dokaza o blokiranim srčanim arterijama.[nedostaje izvor]

## Liječenje
Ako srce i krvne žile nisu imali prethodnih oštećenja, oboljeli se mogu oporaviti unutar dva mjeseca od oboljenja. Pokazalo se da su aspirini i slični lijekovi za srčane bolesti korisni u procesu oporavka, čak i kod ekstremnijih slučajeva stresne kardiomiopatije. Važno je pratiti posljedične komplikacije nakon oporavka od sindroma, što nerijetko uključuje zatajivanje srca i nizak tlak, dok su druge moguće posljedice, među ostalima, aritmija, ruptura srčanog zida i stvaranje ugruška u vrhu lijeve klijetke.